# Spilanthes callimorpha
Spilanthes callimorpha là một loài thực vật có hoa trong họ Cúc. Loài này được A.H.Moore miêu tả khoa học đầu tiên năm 1907.